# Didier Courrèges
Didier Courrèges (Évreux, 15 giugno 1960) è un cavaliere francese.

## Palmarès
- Giochi olimpici

Atene 2004: oro nel concorso completo a squadre.